# Giải cứu thần chết
Giải cứu thần chết (em português, Morte no Resgate) é um filme vietnamita lançado em 2009.

## Elenco
- Minh Hằng - Phạm An An
- Chí Thiện - Morte
- Saetti Baggio - Quang Anh
- Đông Nhi - Hà My
- Ngọc Trai - Hải "a dua"
- Thành Lộc
- Hồng Nhung
- Phương Thanh
- Siu Black
- Hữu Châu
- Công Ninh - An An